# Hans-Harald Schumacher
Hans-Harald Schumacher (* 29. Januar 1920 in Hamburg; † 16. November 2008) war ein deutscher Pathologe und Tropenmediziner.

## Leben

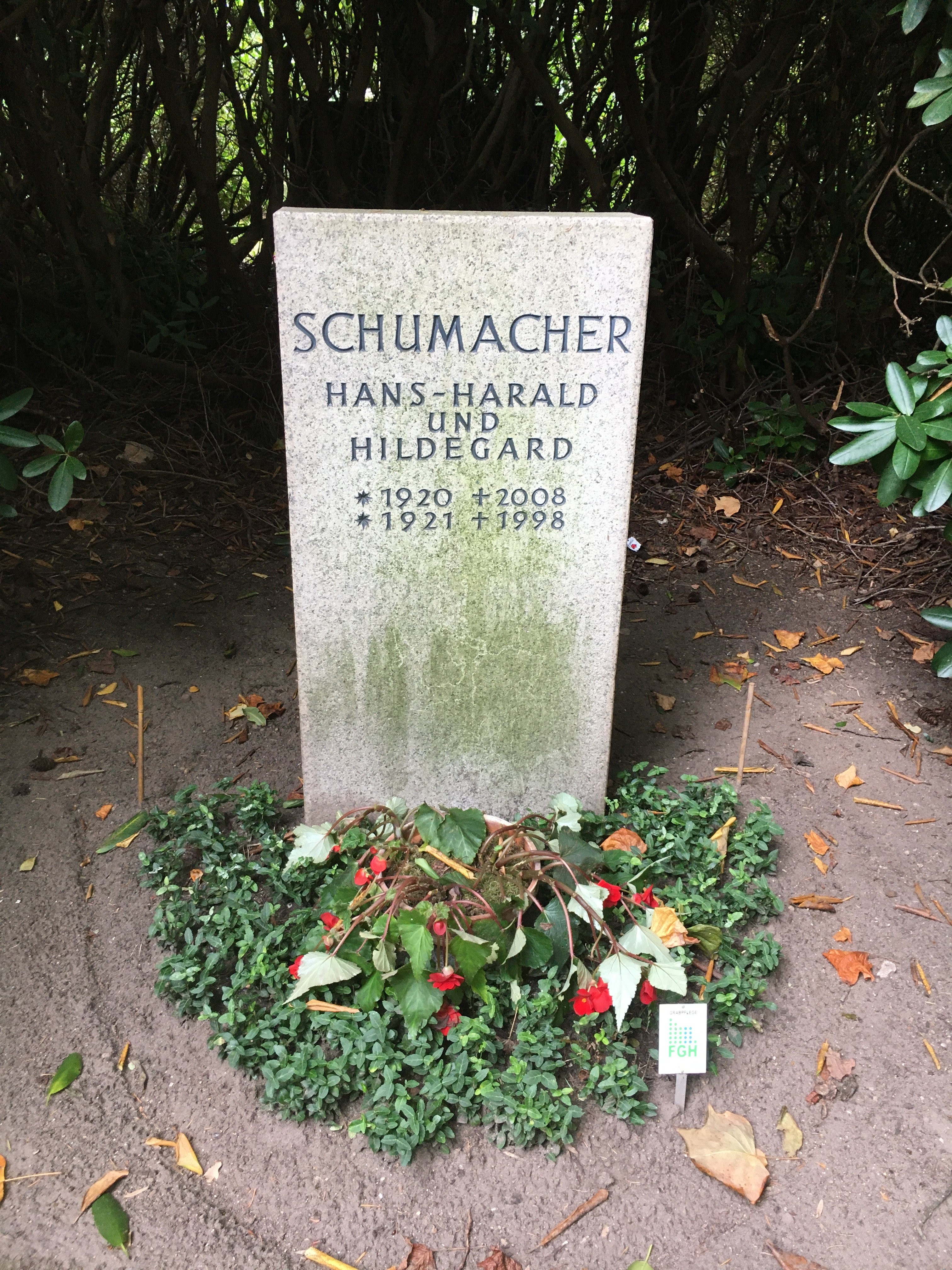
Grabstätte auf dem Friedhof Ohlsdorf (Planquadrat O 8)

1952 wurde er Privatdozent und 1959 außerplanmäßiger Professor für allgemeine Pathologie und spezielle pathologische Anatomie an der Universität Hamburg. 1968 bis 1982 war er Direktor des Bernhard-Nocht-Institut für Tropenmedizin in Hamburg und gleichzeitig ab 1968 ordentlicher Professor für Tropenmedizin, was er bis 1982 blieb.
Am Tropeninstitut leitete er die Abteilung Pathologie (sein Nachfolger wurde Paul Racz).
Hans-Harald Schumacher wurde auf dem Friedhof Ohlsdorf in unmittelbarer Nähe des Haupteingangs an der Fuhlsbüttler Straße beigesetzt.

## Schriften
- mit Werner Mohr, D. W. Büttner, Fritz Weyer (Hrsg.): Lehrbuch der Tropenkrankheiten. Begründet von Ernst Georg Nauck. 4. Auflage. Thieme, Stuttgart 1975
- mit Heinz-Dietrich Ortlieb (Hrsg.): Sozio-ökonomische Aspekte von Tropenkrankheiten in Afrika. Verlag Weltarchiv, Hamburg 1981